# Клинасти синус
Клинасти синус (лат. sinus sphenoidalis) је парна параназална шупљина смештена у телу клинасте кости, мада се у 20% случајева шири и у њено мало и велико крило и криласти наставак. Десни и леви синус су одвојени коштаном преградом (лат. septum sinuum sphenoidalium) која се налази у средишњој равни лица, али понекад у задњем делу скреће на једну страну. Синус има блиске ембрионалне, патолошке и функционалне односе са ситастим ћелијама, а развија се до 15. године живота. Облик му је варијабилан, али углавном подсећа на коцку.
Предњи зид одговара носној дупљи и на њему се налази отвор синуса. Задњи зид има променљиве односе у зависности од развијености. Уколико синус има мање димензије његов задњи зид је постављен у фронталној равни, а уколико то није случај он одговара тзв. седлу и потиљачној кости. Горњи зид ступа у односе са оптичком раскрницом (местом укрштања влакана видних живаца) и хипофизном јамом. Доњи зид одговара крову носне дупље и своду ждрела. Спољашњи зид има два дела: предњи (орбитални) и задњи (мождани). Први гради унутрашњи зид очне дупље, а други је у контакту са кавернозним синусом. Унутрашњи зид чини међусинусна преграда.
Синус се излива у носну дупљу преко отвора на предњем зиду, који учествује у изградњи криласто-ситастог шпага.